# 朱季塾
永安莊惠王朱季塾（1409年—1468年），明朝楚藩第二代永安王，永安懿簡王朱孟炯的庶第二子。

## 生平
宣德三年（1428年），封鎮國將軍。正統二年（1437年），朱季塾襲封永安王。
成化四年（1468年），朱季塾去世，享年六十歲，諡號莊惠。長子朱均𨫊先卒，長孫朱荣澹在四年後襲爵。

## 家庭

### 子
- 嫡長子：永安長子→永安悼懷王（追封）朱均𨫊
- 嫡第二子：鎮國將軍朱均銛[4]
- 庶第四子：鎮國將軍朱均鏐[5]
- 第五子：鎮國將軍朱均錨[6]